# ایزدمرغ کاکل‌پیچیده
ایزدمرغ کاکل‌پیچیده (نام علمی: Manucodia comrii) نام یک گونه از سرده ایزدمرغ است.